# 바드마한다 아유셰예바
바드마한다 아유셰예바(러시아어: Бадма́-Ханда́ Аюше́ева, 1979년 5월 28일 ~ )는 중국 내몽골 자치구 출신 러시아의 가수이다.
부랴트인 출신으로, 1993년 러시아로 이주하여 부랴트 공화국의 울란우데에 정착해 부랴트어 가수로 활동하였다.